# Lukács Miklós (cimbalomművész)
Lukács Miklós (Törökszentmiklós, 1977. január 9.) Erkel Ferenc-díjas magyar cimbalomművész, zeneszerző. A Széchenyi Irodalmi és Művészeti Akadémia tagja.

## Tanulmányai:
Tanulmányait a Tóth Aladár Zeneiskolában kezdte. Tanára Szakály Ágnes volt. 1991-től 1995-ig a Bartók Béla Zeneművészeti Szakközépiskolában folytatta tanulmányait, ahol ugyancsak Szakály Ágnes volt a tanára. A szakközépiskola elvégzése után felvételt nyert a Liszt Ferenc Zeneművészeti Főiskolára, amely ma már egyetem, ahol G. Szeverényi Ilona volt a tanára.1999-ben diplomázott.

## Pályafutása
1986-ban, 9 évesen már a Rácz Aladár Cimbalomversenyen második helyezést ért el a serdülő csoportban. Tizenegy évesen pedig az UNICEF egyik brüsszeli gáláján már szólókoncertet adott. A cimbalom mellett zongorázni is tanult.
1997-ben a Cimbalmos Baráti Kör Alapítvány  kuratóriumi tagja lett. Ebben az időben kezdett zeneszerzéssel is foglalkozni. Az első fontosabb műve a Cimbalomversenye volt, amelyet kamarazenekarra és cimbalomra komponált, tanárának, Szakály Ágnesnek ajánlva. Aztán egy évre rá, az ELTE Kamarazenekar felkérésére pedig megírta a Divertimento kamarazenekarra és cimbalomra című művét. 2003-ban Krétakör Színház számára komponált zenét a Hazám, hazám című darabjukhoz,. Azóta is aktív zeneszerzői munkát végez. Számos színházi -, és táncszínházi előadás, dokumentumfilm kisérőzenéjét írta.
1997-ben szólistaként szerepelt a Budapesti Fesztiválzenekar Liszt: Hat magyar rapszódia című lemezén.1998-ban szerepelt először az Egyesült Államokban a Concertante di Chicago kamarazenekar szólistájaként, majd 1999-ben is visszahívták.
A kortárs zene avatott tolmácsolója hangszerén, különös tekintettel Kurtág György és Eötvös Péter műveire.
2000-ben és 2009-ben is Artisjus-díjban részesült.
A Zeneakadémia elvégzése után klasszikus zenei pályáját szerette volna folytatni, de elsősorban a felkérések hiánya miatt érdeklődése egyre jobban a jazz és különböző népek zenéi felé fordult. Számos magyar formációban játszott, többek közt a Kvartett B, a Borbély Műhely, Lovász Irén, a Mitsoura, Borbély Mihály - Polygon Trio , a Palya Bea Quintet, a Dresch Mihály Quartet, Tóth Viktor - Arura trió. 
2006-ban megalakította első saját zenekarát, a Lukács Miklós Quintet-et (Bacsó Kristóf – szaxofon, Szandai Mátyás – nagybőgő, Szalai Péter – tabla és Dés András – ütőhangszerek). 
A második zenekarát, a Lukács Miklós - Cimbiózis Triót 2014 óta vezeti, ahol partnerei Orbán György - nagybögő és Baló István -dob. Olyan világsztárokkal is együtt szerepelt már, mint Herbie Mann, Jason Moran, Paolo Fresu, Chico Freeman, Steve Coleman, Archie Shepp, Bill Frisell, Chris Potter, Uri Caine vagy Omar Sosa. Charles Lloyd világhírű jazz-zenész 2014 -ben hívta el saját zenekarába játszani. 
Eddigi klasszikus zenei pályafutása alatt olyan zenekaroknak volt már szólistája, mint a BBC Symphony Orchestra, Orchestre de la Suisse Romande, RAI National Symphony Orchestra, Philharmonisches Staatsorchester Hamburg, ORF Vienna Radio Symphony Orchestra, Remix Ensemble, Israel Contemporary Players, Ensemble Musikfabrik Köln, Taliinn Chamber Orchestra, Ligeti Ensemble, UMZE Kamaraegyüttes. A kortárs zene avatott tolmácsolója hangszerén, különös tekintettel Kurtág György és Eötvös Péter műveire. 
Ma a világ legsokoldalúbb és legfontosabb cimbalomművésze. Hangszere igazi úttörőjeként tekintenek rá. Eddigi pályafutása alatt hangszerét a nemzetközi zenei életben olyan fókuszba és szerepbe emelte, ami előtte senki másra nem volt jellemző.
2002-2023-ig a Talentum Tánc- és Zeneművészeti Szakközépiskola tanára volt. Jelenleg mesterkurzusokat tart a világ számos pontján.
2006-ban kezdett Eötvös Péter zeneszerzővel együtt dolgozni. Első közös munkájuk már abban az évben, a Varsói Ősz Fesztiválon volt. 
2008-ban portréfilm készült róla a holland Mano Camón amatőrfilmes rendezésében Cimbalom Legacy – The soundscape of Miklós Lukács címmel. Azóta több dokumentumfilm készült munkásságát bemutatva. 
2011-ben megkapta a Magyar Művészetért díjat. Ugyan ebben az évben Esterházy Péter ajánlására az AEGON művészeti díjat is. 
2022. december 13-án a Széchenyi Irodalmi és Művészeti Akadémia tagjának választották.
Lemezeiről folyamatosan beszámolnak nemzetközi újságok, szaklapok és különböző elismerésekben és díjakban részesülnek.

## Diszkográfia
- Liszt: Hat magyar rapszódia (1997)
- Quartet B: Üveghegy / Crystal Mountain (2003)
- Mitsoura (2003)
- Borbély Mihály Quartet: Meselia Hill (2004)
- Dresch Quartet: Élő nád (2004)
- Szakcsi Lakatos Béla / Lukács Miklós: Check it out, Igor (2005)
- Lovász Irén: Fellegajtó (2005)
- Dresch Mihály Quartet: Árgyélus (2007)
- Mitsoura: Dura Dura (2008)
- Dresch Quartet: Ritka madár (2009)
- Karafiáth Orsolya – Tóth Evelin: A Fekete Macska  (2009)
- Lukács Miklós – Balogh Kálmán: Cimbalomduó – Négykezes cimbalomra (2009)
- Ozone featuring Lukács Miklós: This Is C'est La Vie (2010)
- Lukács Miklós, Michael Schiefel, Carsten Daerr, Szandai Mátyás: Gondellied in the Sahara (2010)
- Lukács Miklós, Trio BraamdeJoodeVatcher, Kovács Ferenc: Quintet (2010)
- Borbély Mihály Balkan Jazz Project, feat. Theodosii Spassov: Live at Fonó (2011)
- Lukács Miklós: Cimbalom Concertos (2012)
- Dresch Quartet: Fuhun (2012)
- Dresch Mihály – Lukács Miklós: Labirintus (2013)
- Dresch Quartet: Kapu és kert (2013)
- Lukács Miklós Trió: Cimbiózis (2014)
- Balogh Kálmán-Lukács Miklós: Cimbalomduó – Összehangolva (2015)
- Lukács Miklós Trió - Cimbiózis - Budapest Anzix (2015)
- Lukács Miklós-Larry Grenadier-Eric Harland – Cimbalom Unlimited (2016)
- Dresch Quartet: Tördelős (2016)
- Dresch Quartet with Chris Potter: ZEA (2016)
- Lukács Miklós - Cimbiózis Quintet: Lux et Umbra (2018)
- Szandai Mátyás-Mathias Lévy-Lukács Miklós: Bartók Impressions (2018)
- Gőz László-Kurtág György-Lukács Miklós: Creation (2019)
- Dés László Free Sound Quartet - Capricci (2019)
- Lukács Miklós Cimbiózis Trió: Music from the solitude of timeless minutes (2020)
- Tóth Viktor Arura Trio: Have No Fear (2020)
- Lukács Miklós: No Man's Land (2021)
- Dresch Quartet: Árnyékban (2021)
- Borbély Mihály Polygon: Enchantment (2022)
- Dés László Free Sounds Quartet - Amplitudes (Live) (2023)
- Dresch Quartet: Live in London (2024)
- Lukács Miklós Cimbiózis Trió – Ligeti Ensemble: Responses To Ligeti (2024)
- Lukács Miklós: Timeless (2024)

## Díjai
- Artisjus-díj (2000, 2009)
- Magyar Művészetért dij (2011)
- AEGON művészeti díj (2011)
- Magyar Örökség díj (2015)
- Prima díj (2021)[3]
- Erkel Ferenc-díj (2023)[4]
- Liszt Ferenc-díj (2024)[5]